# Приполярный Урал
Приполя́рный Ура́л — горная система в России, простирающаяся от истоков реки Ляпин (Хулга) на севере (65º 40’ с. ш.) до горы Тельпосиз («Гнездо ветров», высота около 1617 м) на юге (64º с. ш.).
Термин «Приполярный Урал» после экспедиций 1924—1928 годов предложили геологи А. Н. Алёшков и Б. Н. Городков, которые установили границы этой территории, выделив её из северной части уральского хребта. В 1927 году А. Н. Алёшков обнаружил здесь первые хрустальсодержащие кварцевые жилы.

## Вершины

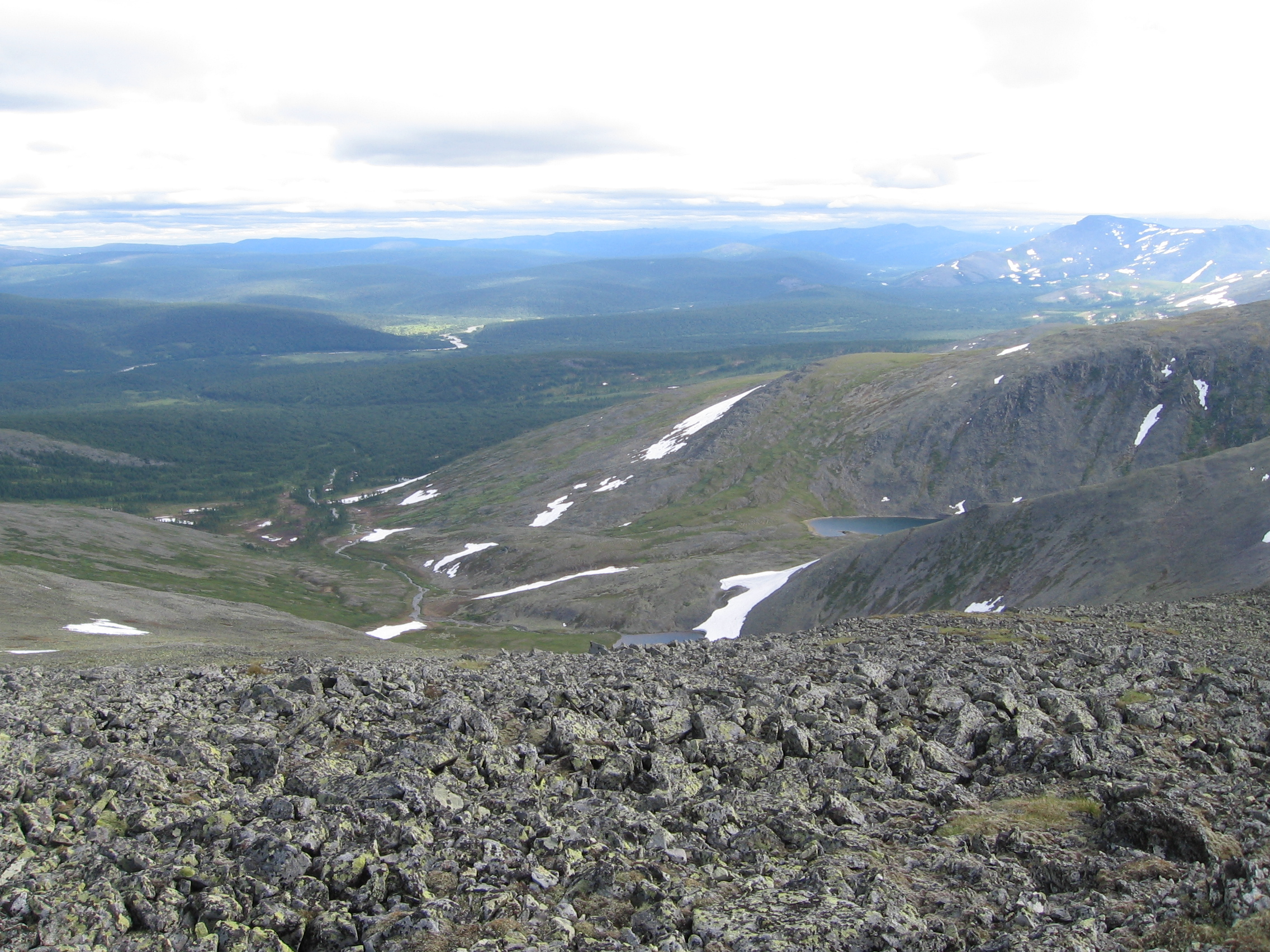
На Приполярном Урале

Приполярный Урал — самая высокая часть Уральских гор. Именно здесь расположена высшая точка Уральских гор — гора На́родная (1894,5 м). Выделяются ещё несколько вершин, отличающихся альпийским рельефом: Манарага (1662 м), Колокольня (1724 м), Защита (1808 м), Манси-Ньёр (Дидковского) (1778 м), Свердлова (около 1800 м), Комсомола (1729,4 м). 

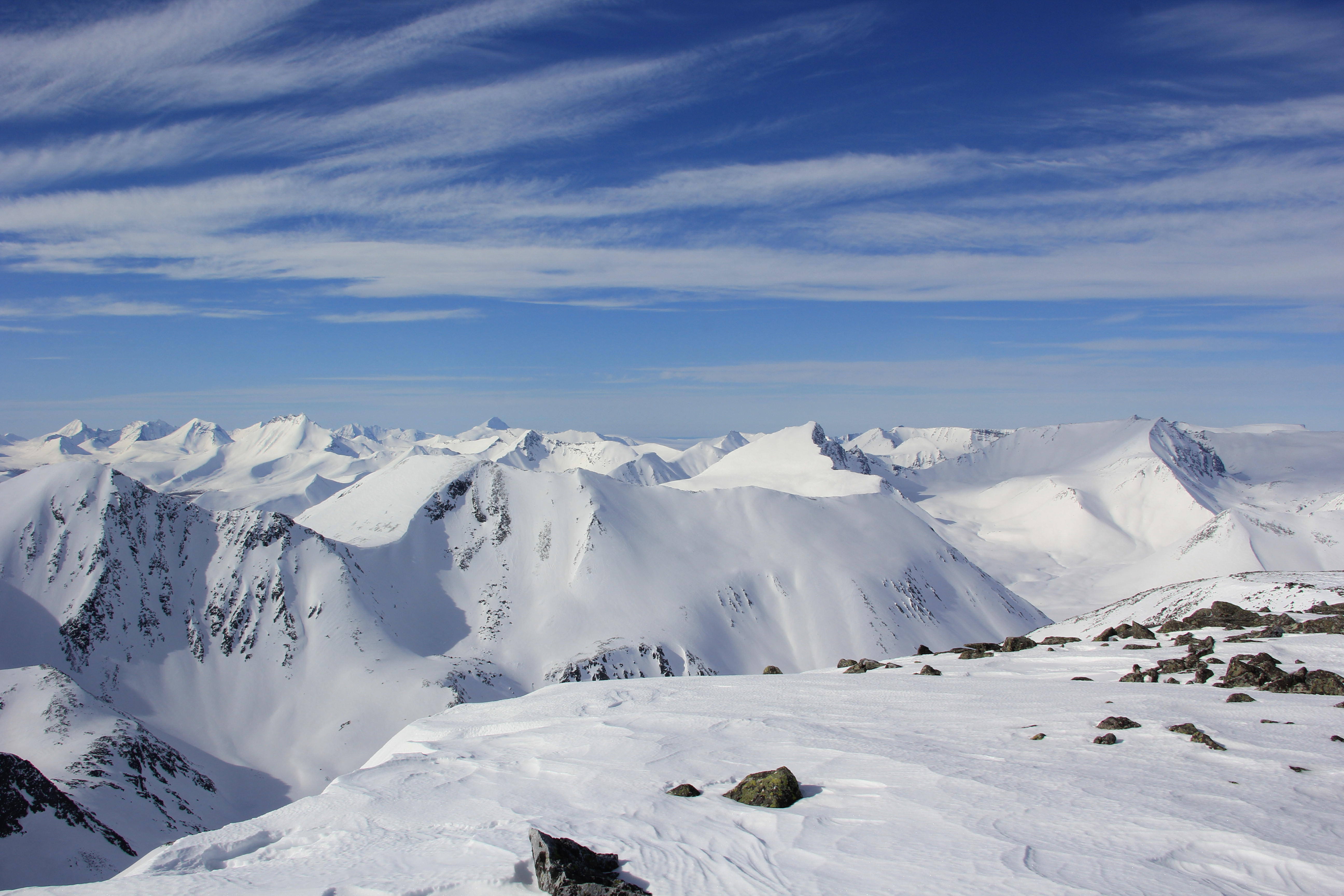
Вид на вершины Приполярного Урала со склона Народной

Наиболее высокие вершины — Народная, Манарага, Карпинского, Колокольня, Нёройка — высота более 1600 м, находятся в центральной части национального парка «Югыд Ва».
В декабре 2009 года одна из безымянных горных вершин (65º 04,4’ с. ш. 59º 57,5’ в. д., 1582 м) Приполярного Урала в Республике Коми получила имя «гора Святителя Стефана Пермского», став первой в России, носящей имя православного святого.
Для альпинистских восхождений наибольший интерес представляет Саблинский хребет, расположенный в юго-западной части района. Хребет вытянут с севера на юг примерно на 30 км, высшая отметка — гора Сабля — имеет высоту 1497 м (1486,3 м ± 9,3 м).
Здесь встречаются ледники, среди которых такие известные, как ледники Гофмана и Малды.

## Географические аспекты
Площадь только горной области равна около 32 000 км².
Основные реки западного склона:
- Косью
- Кожим

В административном отношении Приполярный Урал к востоку от главного водораздела входит в состав Ханты-Мансийского автономного округа Тюменской области, а к западу — принадлежит Коми.